# Wojna o sukcesję bawarską
Wojna o sukcesję bawarską (niem. Bayerischer Erbfolgekrieg) – konflikt toczący się w latach 1778–1779, będący wynikiem sprzeczności interesów Prus i Monarchii Habsburskiej. Prusy dążyły do uzyskania statusu mocarstwa europejskiego i równorzędnej z Austrią pozycji w Rzeszy Niemieckiej, natomiast celem Habsburgów było przywrócenie Austrii utraconej hegemonii wśród państw niemieckich, a także zaokrąglenie własnych granic, co miało być niejako rekompensatą utraty Śląska na rzecz Prus. Sytuację zaostrzyła realna szansa przejścia na własność Prus połączonych księstw Ansbach i Bayreuth, którymi rządziła boczna, wymierająca już gałąź Hohenzollernów. Habsburgowie nie chcieli dopuścić do realizacji tego scenariusza.

## Współzawodnicy
W 1777 zmarł bezpotomnie ostatni elektor Bawarii z dynastii Wittelsbachów wilhelmińskich (bawarskich), Maksymilian III Józef. Cesarz rzymski, współregent, Józef II dążący do wyzwolenia się spod wpływów matki i kanclerza Kaunitza, pragnący prowadzić własną, samodzielną politykę, dostrzegł w tym szansę na realizację swoich planów. Jeszcze przed śmiercią elektora prowadził zabiegi dyplomatyczne, których celem było przejęcie terytorium Bawarii przez Austrię.
Prawa Józefa II do Bawarii były właściwie żadne, gdyż zgodnie z prawami dziedziczenia, schedę po Wittelsbachach wilhelmińskich (bawarskich) powinni objąć przedstawiciele rudolfińskiej (palatyńskiej) gałęzi rodu (założycielem obu dynastii byli bracia Wilhelm i Rudolf, którzy w XIV wieku objęli władzę odpowiednio w Bawarii i Palatynacie, dając początek nowym gałęziom rodu – były więc one niejako równorzędne).
Przedstawiciele domu Wittelsbachów bawarskich (wilhelmińskich) nie mieli jednak zamiaru dopuścić do inkorporacji swojej domeny do Austrii, i jeszcze przed 1777 przy poparciu Francji gromadzili dowody na niezaprzeczalne prawa dziedziczne gałęzi rudolfińskiej, reprezentowanej przez Karola Teodora, księcia Palatynatu, Jülichu i Bergu. Okazało się to jednak bez znaczenia wobec ścierania się interesów Prus i Austrii oraz chwiejnej postawy samego Karola Teodora.

## Mediacje
Początkowe próby pokojowego rozwiązania problemu sukcesji na wzór rozbiorów Polski, czyli poprzez różne dwustronne wymiany terytorialne i podział Bawarii, które prowadził doświadczony w tego typu procederach książę Henryk, brat Fryderyka II zakończyły się fiaskiem. Wobec tego dwór cesarski, prowadzący równolegle targi z niezdecydowanym Karolem Teodorem zaoferował mu ostatecznie w zamian za Bawarię część Niderlandów oraz tytuł królewski, na co elektor przystał. Konwencję w tej sprawie podpisano 3 stycznia 1778. Nim doszło do ratyfikacji traktatu, wojska austriackie zajęły Bawarię. Był to poważny błąd ze strony cesarza Józefa, gdyż dało to świetny pretekst do interwencji Prus, występujących pod pozorem obrony praw Rzeszy i następcy Karola Teodora, Karola Wittelsbacha, księcia Palatynatu-Zweibrücken, przeciw imperializmowi habsburskiemu. Bierna postawa Rosji, brak zainteresowania państw Rzeszy do zbrojnego wystąpienia przeciw Habsburgom i pragnienie Fryderyka do pokojowego rozstrzygnięcia sprawy zadecydowały o wznowieniu dwustronnych rozmów. Kolejne plany pruskiego ministra Hertzberga i kanclerza Kaunitza, mimo wielu podobieństw, nie były akceptowane przez głowy państw. Wyczekująca postawa Francji i Rosji, które oczekiwały ze strony państw niemieckich próśb o ich mediację, oraz kolejna patowa sytuacja zrodzona z niepowodzenia obu stron przeprowadzenia wzajemnej dywersji i wykorzystania w sporze Rzeczypospolitej zdecydowała o rozwiązaniu zbrojnym.

## Działania w polu
Kolejny już raz pierwszy ruch wykonał Fryderyk, wydając 5 lipca 1778 rozkaz przekroczenia granicy Czech. Prusy, dzięki zabiegom i staraniom Fryderyka, ponownie okazały się technicznie lepiej przygotowane do wojny: doskonale rozwinięty system mobilizacji, aprowizacji armii i logistyki pozwolił monarchii Hohenzollernów wyprowadzić w pole 154 tys. żołnierzy, podczas gdy Austria wystawiła pośpiesznie 142 tys.
W czasie tej wojny obie strony, pamiętając wyniszczające bitwy wojny siedmioletniej, unikały otwartych starć, działając zgodnie z klasyczną, osiemnastowieczną strategią polegającą na wymanewrowaniu przeciwnika. Nie było większych bitew. Oddziały przeciwnych stron prowadziły głównie eskapady na terytorium nieprzyjaciela, starając się w serii ataków i kontrataków utrudnić mu dostęp do dostaw żywności i pasz. Część historyków uznaje wojnę o sukcesję bawarską za ostatnią wojnę gabinetową, w której manewrom i rajdom towarzyszyły podróże dyplomatów z misją od swojego władcy. Wydarzenia w teatrze działań wojennych miały wzmacniać argumenty dyplomatyczne.
Już w pierwszych dniach wojny, armia austriacka, dowodzona przez Józefa II i feldmarszałka Franza Moritza von Lacy’ego, stanęła na drodze sił pruskich dowodzonych przez Fryderyka II, który nie podjął ryzyka bezpośredniego starcia. Druga armia pruska natomiast, która wkroczyła na terytorium Czech od strony Saksonii zmusiła do odwrotu oddziały austriackie. Także trzecia grupa wojsk pod wodzą księcia Henryka nie podjęła efektywniejszych działań. Takie działania, ciągłe przesiadywanie żołnierzy w obozach oraz oddalenie od własnych źródeł zaopatrzenia, co zmuszało żołnierzy do żywienia się wykopanymi na polach kartoflami, spowodowało, że konflikt ten zwany był też czasem „wojną kartoflaną” – Kartoffelkrieg. Ponadto w oddziałach pruskich szerzyły się choroby, pomór koni, a także, jak zawsze zresztą, plaga dezercji. Sytuacja ta doprowadziła jesienią do odwrotu wojsk pruskich na leża zimowe na własne terytorium, co było właściwie sukcesem Austriaków, znajdujących się w defensywie.
Pod osłoną nocy 17 stycznia 1779 wojska austriackie pod dowództwem cesarskiego feldmarszałka Dagoberta Sigmunda von Wurmsera w pięciu kolumnach wkroczyły niespodziewanie na ziemię kłodzką i zaatakowały Fort w Szalejowie Górnym. Efektywna obrona tego fortu przez 60-osobową załogę pod dowództwem kpt. Capellera, choć sam fort został poddany, uchroniła przed atakiem twierdzę kłodzką. Wojska Wurmsera zdobyły również Bystrzycę Kłodzką, biorąc wielu jeńców, w tym księcia generała Adolfa z Hesji-Philippsthal-Barchfeld, 24 oficerów i 714 żołnierzy. W ręce Austriaków wpadły też trzy działa i siedem sztandarów.
W lutym 1779 Austriacy przeprowadzili atak artyleryjski na Prudnik, przez co spaliło się prawie całe miasto. W odwecie Prusacy zniszczyli Karniów.
Do wiosennej ofensywy już nie doszło. Obie strony były zawiedzione brakiem pomocy sojuszników: Austria brakiem wsparcia Francji, a Prusy – Rosji. Na dodatek, te wystąpiły w roli niechcianego mediatora, toteż dyplomacja obu zwaśnionych stron ponownie rozpoczęła akcję dyplomatyczną i propagandową w Reichstagu, wzajemnie oskarżając się o łamanie praw Rzeszy i dążenia do podporządkowania sobie pozostałych państewek.

## Zawarcie pokoju
Zawarty pod naciskiem Marii Teresy i z inspiracji rosyjskiej 13 maja 1779 pokój cieszyński, gwarantowany przez Petersburg i Paryż, przyniósł Austrii niewielkie nabytki terytorialne między Salzburgiem a Pasawą. Fryderyk Wielki natomiast kolejny raz wyszedł zwycięsko, uzyskując potwierdzenie sukcesji głównej gałęzi Hohenzollernów w księstwach Ansbach i Bayreuth, na których tak bardzo zależało jemu i jego poprzednikom. Pokój ten ostatecznie oddalił szanse utworzenia trzeciej, obok Austrii i Prus siły w Rzeszy Niemieckiej, stworzonej przez ligę średnich i małych państw. Rosja ponadto uzyskała trwały wpływ na politykę i ustrój Rzeszy, a także poszczególnych dworów niemieckich wchodzących w jej skład. Obaliło to definitywnie porządek ustalony po pokoju westfalskim.